# 奇姆巴里夫卡
48°44′8″N 26°57′55″E / 48.73556°N 26.96528°E
奇姆巴里夫卡（烏克蘭語：Чимбарівка）是位於烏克蘭西部赫梅利尼茨基州裏卡緬涅茨-波多利斯基區的杜納伊夫齊市鎮的村莊，面積0.53平方公里，海拔高度294米，2001年人口140，人口密度每平方公里264.7人。